# Draugystės sanatorija

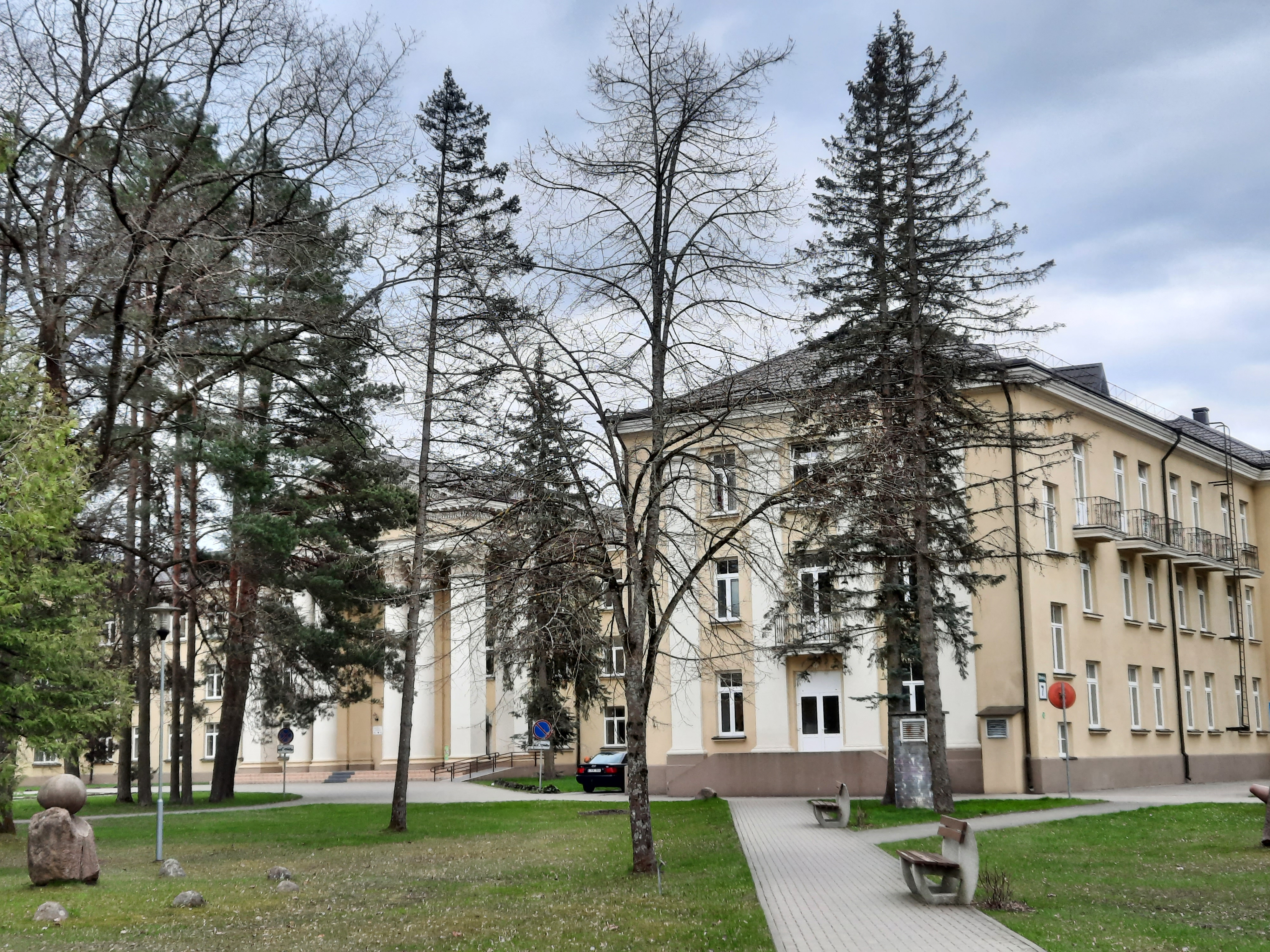
Gelände des Sanatoriums

UAB Draugystės sanatorija ist ein Sanatorium mit einem Rehabilitation- und SPA-Zentrum in der südlitauischen Kurortstadt Druskininkai, am rechten Flussufer der Memel.
Im Februar 2025 beschäftigte man 212 Mitarbeiter.

## Kur und Anlagen

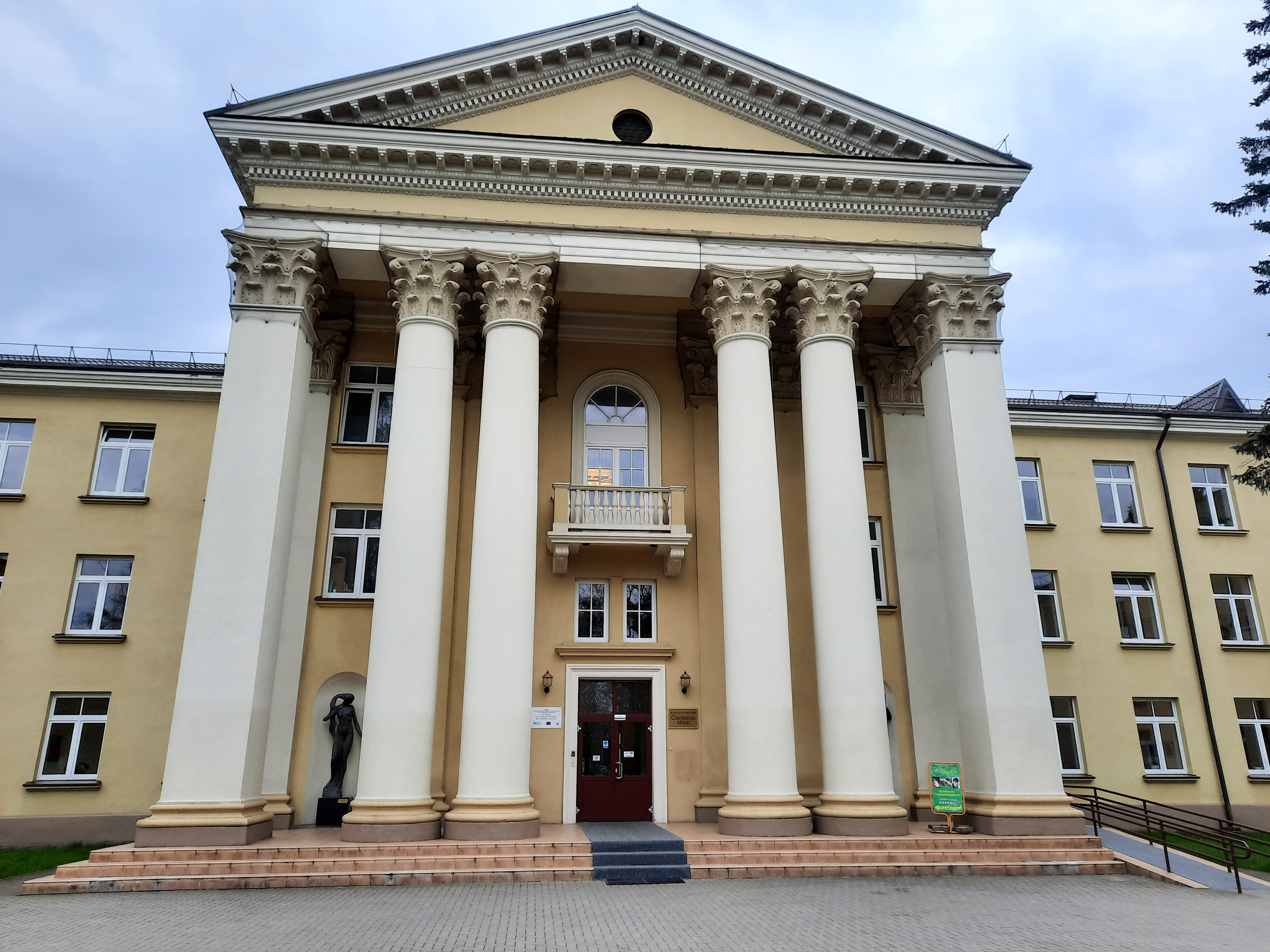
Gebäude

Das Sanatorium ist auf die Behandlung von Erkrankungen des Nervensystems, des Kreislaufs, der Atemwege und des Verdauungsapparats, von Erkrankungen des Bewegungsapparats, von Krankheiten, die durch die Einwirkung ionisierender Strahlen verursacht werden, spezialisiert. Andere Schwerpunkte sind Krankheitsvorbeugung, Erholung und Entspannung.
Die Mineralbadabteilung bietet Mineralbäder (darunter auch hochmineralisiertes Natrium-Calcium-Magnesiumchlorid-Mineralwasserbad SŪRUTIS mit einer Mineralstoffkonzentration von 35–40 g/L und maximal 58 Gramm/Liter Mineralien),  Perlkarbonat-, Kräuter-, Terpentin- und Ozonbäder, es gibt  Heilschlamm-Applikationen.
Im Roten Saal des Hauptgebäudes finden Veranstaltungen (zum Beispiel, Konzerte, internationaler Wettbewerb und Festival „Musik ohne Grenzen“) statt.
Auf dem Gelände des Sanatoriums gibt es ein Freibad, ein Solarium,  Tennisplätze und einen überdachten Parkplatz.

## Struktur
- Zentralpalast (Hauptgebäude):
  - Unterkunftseinheiten (12 Einzelzimmer, 15 Doppelzimmer, 19 Mini-Suiten und 3 Appartements)
  - Heilstätte mit Arztpraxen
  - Phytobar für Heilkräuter-Tees
  - Fitnessraum, Zeitungskiosk,  Friseursalon
  - Kantine
  - Roter Saal für Veranstaltungen
  - Gesundheits- und Schönheitszentrum Afrodite (mit einem Mineralwasserschwimmbad, Whirlpools und Dampfbädern)
- Mineral SPA Draugystė (Komplex von Heil- und SPA-Wellnessanwendungen)
- Villa „Vingis“
- Villa „Nykštukas“
- Villa „Kolonada“
- Hotel „Violeta“

## Geschichte
1930 baute man die hölzerne Villa „Vingis“ (2003 wurde sie in das Register des litauischen Kulturerbes eingetragen).
Im Jahr 1953 wurde mit dem Bau des Hauptgebäudes des Sanatoriums in der Sowjetzeit begonnen. Die ersten Gäste kamen im April 1962. Zu dieser Zeit war es das am besten ausgestattete Gebäude in Druskininkai. Das neoklassizistische Hauptgebäude wurde nach dem Zweiten Weltkrieg erbaut und 1962 eröffnet.
1963 wurde das Sanatorium als Basissanatorium in Sowjetlitauen anerkannt, ein organisatorisch-methodischer Arbeitsraum wurde eingerichtet. Hier wurden Seminare zur Qualifizierung von Ärzten und Krankenschwestern, Konferenzen und Symposien litauischer Kurtherapeuten abgehalten und wissenschaftliche Aktivitäten im Bereich der Kurtherapie durchgeführt, Krankheiten des Blutkreislaufs und des Verdauungstrakts behandelt. Später wurde eine Bibliothek eingerichtet.
Nach der Wiederherstellung der litauischen Unabhängigkeit wurde am 27. Januar 1994 das private Unternehmen Draugystės sanatorija gegründet. In den Jahren 1996–1998 wurden die Villen „Kolonada“ und „Nykštukas“ instand gesetzt und rekonstruiert. Im Jahr 2001 wurde das Gesundheits- und Schönheitszentrum „Afrodite“ mit einem Mineralwasserpool, Saunen und Massageräumen eröffnet. 2003 baute man das Hotel Violeta.
Von 2005 bis 2006 führte  man das Projekt „Entwicklung von Beherbergungs- und Tourismusdienstleistungen in UAB Draugystės sanatorija“ im Wert von 9 Millionen Litas durch. Aus dem Europäischen Fonds für regionale Entwicklung und dem Haushalt der Republik Litauen bekam man 3 Mio. Litas.  Nach 2005 wurde die Villa Vingis komplett erneuert und ein Außenschwimmbad eingerichtet. 2022  wurde   Mineral SPA Draugystė, ein Komplex von Heil- und SPA-Wellnessanwendungen, eröffnet.